# Joe Cocker
John Robert Cocker, más conocido como Joe Cocker  (Sheffield, Inglaterra, 20 de mayo de 1944-Crawford, Colorado, 22 de diciembre de 2014), fue un cantante y músico de rock, blues y soul británico. Conocido por su voz áspera y por el gran sentimiento que ponía en sus interpretaciones, centró parte de su carrera musical en versionar canciones de otros artistas, particularmente de The Beatles. Al respecto, su versión de la canción «With a Little Help from My Friends» alcanzó el número uno en la lista UK Singles Chart en 1968 y fue utilizada como tema principal de la serie de televisión The Wonder Years. 
Recibió también varios premios a lo largo de su trayectoria musical, incluyendo el Grammy a la mejor actuación pop vocal de grupo, así como el Óscar y el Globo de oro a la mejor canción original por «Up Where We Belong», un dúo con Jennifer Warnes número uno en la lista estadounidense Billboard Hot 100. En 1993 fue nominado a un premio Brit al mejor artista británico y fue galardonado con una placa Sheffield Legends en su ciudad natal. En 2008 recibió la Orden del Imperio británico en el Palacio de Buckingham por sus «servicios a la música». Fue también situado en el 97.º puesto de la lista de los cien mejores cantantes según la revista Rolling Stone.

## Biografía

### Primeros años e influencias musicales (1944–1966)
Joe Cocker nació el 20 de mayo de 1944 en el número 38 de la calle Tasker Road en Crookes, Sheffield. Fue el hijo menor de Harold Cocker, funcionario público, y de Madge Cocker, de apellido de soltera Lee. Según diferentes historias familiares, Cocker recibió el apodo de Joe por jugar a un juego infantil llamado «Cowboy Joe» o por un limpiador local llamado Joe.
Las principales influencias musicales de Cocker durante su adolescencia fueron Ray Charles y Lonnie Donegan. La primera experiencia de Cocker cantando en público tuvo lugar a los doce años cuando su hermano mayor, Victor, lo invitó al escenario a cantar durante un concierto de su grupo de skiffle. En 1960, junto a tres amigos, Cocker formó su primer grupo, The Cavaliers. Después de un año, el grupo se rompió y Cocker abandonó la escuela para trabajar de aprendiz en el East Midlands Gas Board, al mismo tiempo que persiguió de forma simultánea una carrera musical.
En 1961, con el nombre artístico de Vance Arnold, Cocker continuó su carrera con un nuevo grupo, Vance Arnold & The Avengers. El nombre era una combinación de Vince Everett, el personaje interpretado por el Elvis Presley en Jailhouse Rock, y el cantante de country Eddy Arnold. El grupo tocó en su mayoría en pubs de Sheffield, interpretando versiones de temas de Ray Charles y Chuck Berry Durante esta etapa, Cocker desarrolló interés en la música blues y buscó discos de John Lee Hooker, Muddy Waters, Lightnin' Hopkins y Howlin' Wolf. En 1963, el grupo tuvo su primer concierto importante al actuar como teloneros de The Rolling Stones en el Sheffield City Hall.
Un año después, Cocker firmó un contrato discográfico como solista con Decca Records y publicó su primer sencillo, una versión del tema de The Beatles «I'll Cry Instead», con Big Jim Sullivan y Jimmy Page tocando la guitarra. A pesar de una amplia promoción de Decca alabando su juventud y sus raíces obreras. el disco fue un fracaso y su contrato con la compañía expiró a finales de 1964. Después de grabar el sencillo, Cocker abandonó su nombre artístico y formó un nuevo grupo, Joe Cocker's Big Blues. La única grabación conocida del grupo es un EP dado por The Sheffield College durant la Rag Week llamado Rag Goes Mad at the Mojo.

### The Grease Band (1966–1969)
En 1966, después de un breve paréntesis apartado de la música, Cocker se asoció con Chris Stainton para formar The Grease Band. El grupo fue nombrado después de que Cocker leyera una entrevista del teclista de jazz Jimmy Smith, donde describía a otro músico como «having a lot of grease». Al igual que The Avengers, el nuevo grupo de Cocker tocó principalmente en bares de Sheffield hasta atraer la atención de Denny Cordell, productor de Procol Harum, the Moody Blues y Georgie Fame. Cocker grabó el sencillo «Marjorine» sin la Grease Band para Cordell en un estudio de Londres, donde se trasladó posteriormente con Stainton y disolvió el grupo. Cordell ofreció a Cocker varios conciertos en el Marquee Club de Londres, después de formar una nueva Grease Band con Stainton y el teclista Tommy Eyre.
Tras la escasa relevancia de «Marjorine» en los Estados Unidos, Cocker obtuvo un mayor éxito con una versión innovadora de «With a Little Help from My Friends», otra canción de The Beatles, usada años más tarde como música de cabecera de la serie de televisión The Wonder Years. La grabación contó con el guitarrista Jimmy Page, el batería B.J. Wilson y los coros de Sue and Sunny. «With a Little Help from My Friends» alcanzó el primer puesto en la lista británica UK Singles Chart, donde permaneció treinta semanas, así como la posición 68 en la lista Billboard Hot 100. Tras la muerte de Cocker en 2014, Paul McCartney, compositor de la canción junto a John Lennon, comentó: «[Cocker] era un muchacho norteño encantador que me gustaba mucho, y al igual que mucha gente, me encantaba su forma de cantar. Me gustó especialmente cuando decidió versionar "With a Little Help from My Friends" y le recuerdo a él y a Denny Cordell viniendo a Savile Row y reproduciendo lo que habían grabado, y era simplemente alucinante. Habían convertido totalmente la canción en un himno del soul y le estuve eternamente agradecido por haber hecho eso».
La nueva formación de Cocker's Grease Band incluyó a Henry McCullough en la guitarra. Después de recorrer el Reino Unido en una gira con The Who en otoño de 1968 y con Gene Pitney y Marmalade en invierno de 1969, The Grease Band se embarcó en su primera gira por los Estados Unidos en la primavera de 1969. Poco después de su regreso, Cocker publicó With a Little Help from My Friends, certificado disco de oro en los Estados Unidos al vender medio millón de copias.

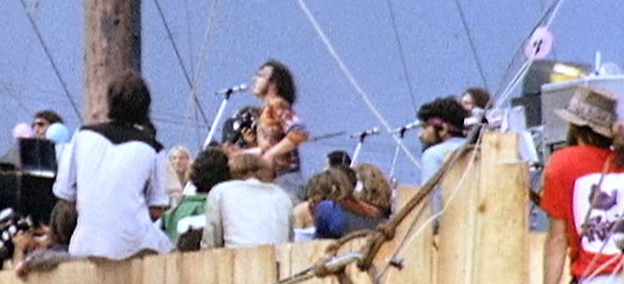
Cocker en el Festival de Woodstock en 1969.

Durante su gira estadounidense, Cocker tocó en varios festivales, incluyendo el Newport Rock Festival y el Denver Pop Festival. En agosto, Denny Cordell convenció a Artie Kornfeld para que Cocker tocase en el Festival de Woodstock. Debido a las grandes multitudes, el grupo tuvo que ser trasladado al escenario en helicóptero. Una vez en el escenario, Cocker y The Grease Band tocaron «Delta Lady», «Something's Comin' On», «Let's Go Get Stoned», «I Shall Be Released» y «With a Little Help from My Friends». Sobre su participación en Woodstock, Cocker comentó: «Fue como un eclipse... fue un día muy especial».
Después de Woodstock, Cocker publicó su segundo disco, Joe Cocker!. Impresionados por la versión de «With a Little Help from My Friends», Paul McCartney y George Harrison permitieron a Cocker que versionara las canciones «She Came In Through the Bathroom Window» y «Something», otras dos canciones de The Beatles. Grabado durante un descanso de su gira, Joe Cocker! llegó al puesto once en la lista Billboard 200 y otorgó al músico su segundo éxito en su país natal con el sencillo «Delta Lady».
En agosto de 1969, Cocker tocó en el Festival de la Isla de Wight de Inglaterra. A lo largo de 1969, fue invitado a varios programas de televisión como The Ed Sullivan Show y This Is Tom Jones. En el escenario, exhibió una idiosincrática intensidad física, agitando los brazos e imitando tocar una guitarra imaginaria. A esto último entró en una categoría médica llamada Síndrome Joe Cocker, un trastorno neurológico consistente en el movimiento involuntario de brazos y manos. A finales de año, Cocker se mostró dispuesto a embarcarse en una nueva gira por los Estados Unidos, por lo que disolvió The Grease Band.

### Mad Dogs & Englishmen (1969–1971)

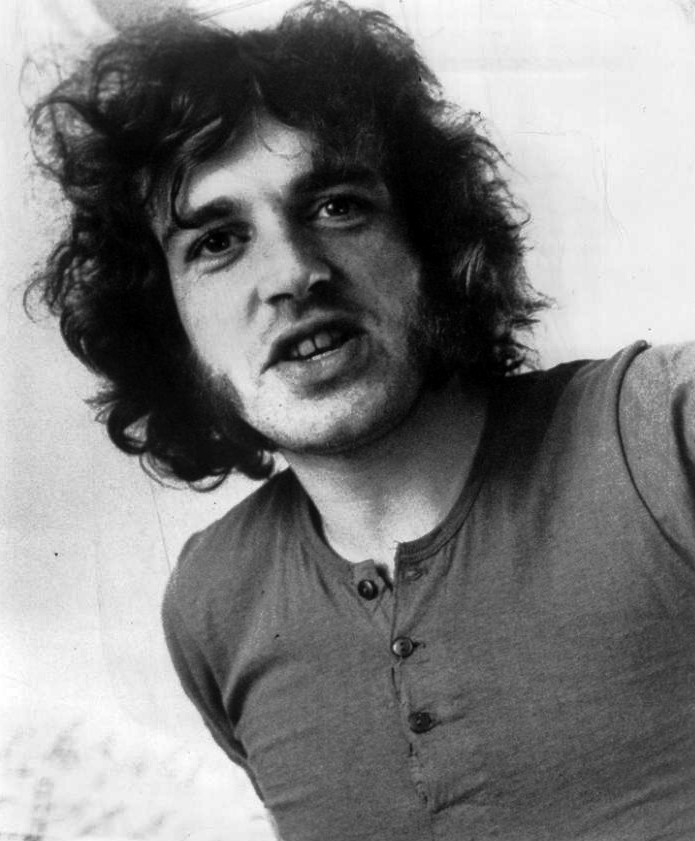
Cocker en 1970.

A pesar de la reticencia de Cocker a volver a emprender una gira, ya había sido organizada una nueva gira por los Estados Unidos, por lo que tuvo que formar rápidamente una nueva banda para cumplir sus obligaciones contractuales. El nuevo grupo se amplió hasta casi una treintena de músicos, incluyendo el pianista Leon Russell, tres baterías y las vocalistas Rita Coolidge y Claudia Lennear. Denny Cordell bautizó el grupo con el nombre de Mad Dogs & Englishmen basándose en la canción homónima de Noël Coward. Durante la gira, la música de Cocker evolucionó hacia un rock más cercano al blues, comparable al de The Rolling Stones.
Durante la gira, descrita por el batería Jim Keltner como una «gran fiesta salvaje», Cocker ofreció 48 conciertos, grabó un álbum en directo y obtuvo reseñas positivas de la prensa musical, incluyendo revistas como Time y Life. Sin embargo, el ritmo de la gira resultó agotador, lo cual provocó que Cocker se deprimiera y comenzara a beber alcohol en exceso. Mientras tanto, disfrutó de nuevos éxitos con sencillos como «Cry Me a River» y «Feelin' Alright», así como con «The Letter», su primer top 10 en los Estados Unidos. Después de pasar varios meses en Los Ángeles, Cocker regresó a Sheffield donde su familia estaba cada vez más preocupada por su deterioro físico y mental. En el verano de 1971, A&M Records publicó el sencillo «High Time We Went», número veintidós en la lista Billboard Hot 100.

### Década de 1970 (1972–1979)
A principios de 1972, después de casi dos años alejado de la música, Cocker salió de gira con un grupo formado por Chris Stainton. La gira comenzó con un concierto en el Madison Square Garden al que acudieron 20 000 personas. Después de una etapa estadounidense, se embarcó en una gira por Europa en la que tocó para grandes públicos en Milán y Alemania. A continuación, regresó a los Estados Unidos para otra gira en el otoño de 1972. Durante la gira, el grupo grabó las canciones de su siguiente trabajo discográfico, Joe Cocker, una mezcla de canciones de estudio y temas en directo que llegó al puesto 30 en la lista Billboard 200.

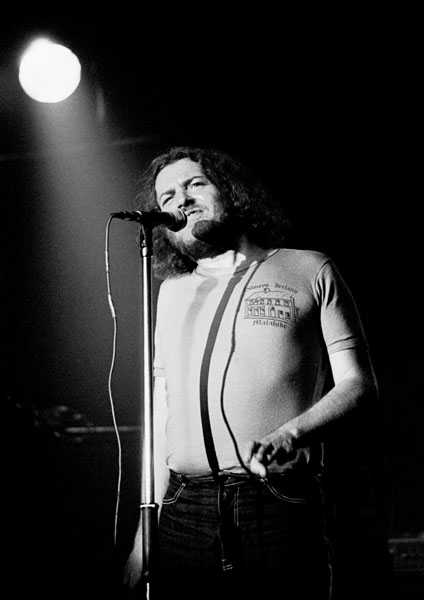
Cocker tocando en el National Stadium de Dublín el 16 de octubre de 1980.

En octubre de 1972, durante una gira por Australia, Cocker fue arrestado en Adelaida por posesión de marihuana junto a otros seis miembros del grupo. Al día siguiente, en Melbourne, fueron acusados con cargos de asalto después de una pelea en el Commodore Chateau Hotel, por lo que la policía federal australiana dio a Cocker 48 horas para abandonar el país.
Poco después de la gira australiana, Stainton se retiró de la carrera musical para establecer su propio estudio de grabación. Después de la partida de su amigo y del alejamiento de Denny Cordell, su antiguo productor, Cocker se hundió en una depresión y comenzó a consumir heroína. En junio de 1973 abandonó la costumbre, pero volvió a beber en exceso. A finales de 1973, Cocker volvió al estudio para grabar un nuevo disco, I Can Stand a Little Rain. El álbum, publicado en agosto de 1974, llegó al puesto 11 en la lista estadounidense Billboard 200, mientras que el sencillo «You Are So Beautiful» alcanzó el puesto cinco en la lista Billboard Hot 100.
En enero de 1975, publicó Jamaica Say You Will, un nuevo álbum con canciones grabadas durante las sesiones de I Can Stand a Little Rain. Para promocionar el nuevo trabajo, Cocker se embarcó en una nueva gira por Australia, posible, después de su anterior incidente, gracias a un nuevo gobierno del partido laborista. A finales de 1975, contribuyó cantando varias canciones del disco de Bo Diddley The 20th Anniversary of Rock 'n' Roll, y publicó Stingray, un nuevo álbum grabado en Kingston, Jamaica. Sin embargo, las ventas de Cocker en los Estados Unidos comenzaron a descender paulatinamente, y Stingray solo alcanzó el puesto 70 en la lista Billboard 200.
En 1976, Cocker apareció en el programa Saturday Night Live tocando «Feelin' Alright». Durante la época, Cocker adeudaba 800 000 dólares a A&M Records y estaba luchando contra el alcoholismo. Varios meses después, conoció al productor Michael Lang, quien accedió a representarle a cambio de que se mantuviera sobrio. Con una nueva banda, Cocker ofreció una gira por Australia, Nueva Zelanda y Sudamérica, y grabó un nuevo álbum, Luxury You Can Afford, con los músicos Steve Gadd, Chuck Rainey y Rob Hartley. El álbum fue promocionado con una nueva gira por Norteamérica. Sin embargo, a pesar del esfuerzo, recibió críticas mixtas y solo vendió alrededor de 300 000 copias.
En 1979, Cocker se unió a la gira Woodstock in Europe, que contó con músicos como Arlo Guthrie y Richie Havens que habían tocado en el Festival de Woodstock en 1969. También tocó en el Central Park de Nueva York para un público de 20 000 personas, grabado y publicado en el álbum Live in New York. Cocker también recorrió Europa y apareció en el programa televisivo alemán Rockpalast.

### Década de 1980 (1980–1990)
En 1982, Cocker grabó dos canciones con el grupo de jazz The Crusaders para el álbum Standing Tall. Una canción, «I'm So Glad I'm Standing Here Today», recibió una nominación a un premio Grammy, en cuya ceremonia Cocker interpretó el tema junto a The Crusaders. El mismo año, el músico publicó Sheffield Steel, un nuevo álbum influido por el reggae y grabado con The Compass Point All Stars. 
Junto con «With a Little Help From My Friends», Cocker obtuvo su mayor éxito comercial en 1982 con la canción «Up Where We Belong». A petición del productor Stewart Levine, Cocker grabó la canción con Jennifer Warnes para la banda sonora del largometraje Oficial y caballero. La canción obtuvo un éxito internacional al alcanzar el primer puesto en la lista Billboard Hot 100 y ganar un Grammy a la mejor actuación pop vocal de grupo. El dúo también ganó el Óscar a la mejor canción original en una ceremonia donde Cocker y Warnes interpretaron el tema. Varios días después, el músico fue invitado a un tributo a Ray Charles, con quien cantó «You Are So Beautiful». 
En 1983, Cocker se unió a una larga lista músicos británicos, incluyendo Jimmy Page, Eric Clapton, Jeff Beck, Steve Winwood y Bill Wyman, en la gira ARMS Charity Concerts de Ronnie Lane, con el fin de recaudar fondos para la investigación de la esclerosis múltiple. Durante otra gira el mismo año, Cocker fue arrestado por la policía austríaca después de negarse a tocar alegando que los equipos de sonido eran inadecuados. Los cargos fueron finalmente retirados y Cocker fue puesto en libertad. Poco después del incidente, publicó Civilized Man, su noveno álbum de estudio, seguido de Cocker un año después, dedicado a su madre, Madge, que había muerto durante su grabación. Una canción de Cocker, «You Can Leave Your Hat On», fue incluida en el largometraje 9 semanas y media, estrenado en 1986. Un año después, publicó Unchain My Heart, que fue nominado a un premio Grammy y obtuvo un repunte en las ventas del músico.
Durante la década de 1980, Cocker continuó ofreciendo giras alrededor del mundo, tocando para amplias audiencias en Europa, Australia y los Estados Unidos. En 1988, tocó en el Royal Albert Hall de Londres y apareció en el programa de televisión The Tonight Show. Después de Barclay James Harvest y Bob Dylan, Cocker fue uno de los primeros músicos occidentales en entrar en la República Democrática de Alemania, con conciertos en Berlín Este y Dresde. También tocó para el Presidente de los Estados Unidos George H. W. Bush en un concierto inaugural en febrero de 1989.

### Últimos años (1991–2014)
Durante la década de 1990, a pesar de disminuir progresivamente su éxito en los Estados Unidos, Cocker continuó disfrutando de buenas ventas en países centroeuropeos como Alemania, Austria y Suiza, al tiempo que seguía ofreciendo giras anuales. En 1989, obtuvo su primer número uno en Austria y en Suiza con One Night of Sin. En 1992, su versión del tema de Bryan Adams «Feel Like Forever» entró en la lista UK Singles Chart. El mismo año, cantó con Sass Jordan la canción «Trust in Me», incluida en la banda sonora de El guardaespaldas. Un año después, fue nominado al premio Brit como mejor británico masculino.
A lo largo de la década, Cocker continuó publicando discos de estudio con una periodicidad casi anual. En 1994, Have a Little Faith otorgó a Cocker su mejor posición en el Reino Unido, donde llegó al puesto nueve en la lista UK Albums Chart, y fue certificado disco de oro por la British Phonographic Industry (BPI). Trabajos como Across from Midnight, Organic y No Ordinary World, publicados en la segunda mitad de la década, entraron en el top 10 de países como Alemania, Suiza y Países Bajos y fueron certificados disco de oro y platino en varios países europeos, donde las ventas de sus discos continuaron manteníendose. En 1998 cantó a dúo con el italiano Eros Ramazzotti, en el concierto de este último, en Múnich: la canción "All I Need To Know – Difenderò", siendo un verdadero éxito.
El 2 de junio de 2002, Cocker tocó «With a Little Help from My Friends» acompañado de Phil Collins y Brian May en el concierto Party at the Palace en los jardines del Palacio de Buckingham, un evento en conmemoración del Jubileo de Oro de Isabel II. En 2007, participó con un papel menor en la película A través del universo como cantante principal de «Come Together», otra canción de The Beatles. El mismo año, recibió la Orden del Imperio británico en el Palacio de Buckingham por sus «servicios a la música». Para celebrar su nombramiento, Cocker ofreció dos conciertos en Londres y en su ciudad natal de Sheffield, donde también fue galardonado con la placa Sheffield Legends en el Ayuntamiento.

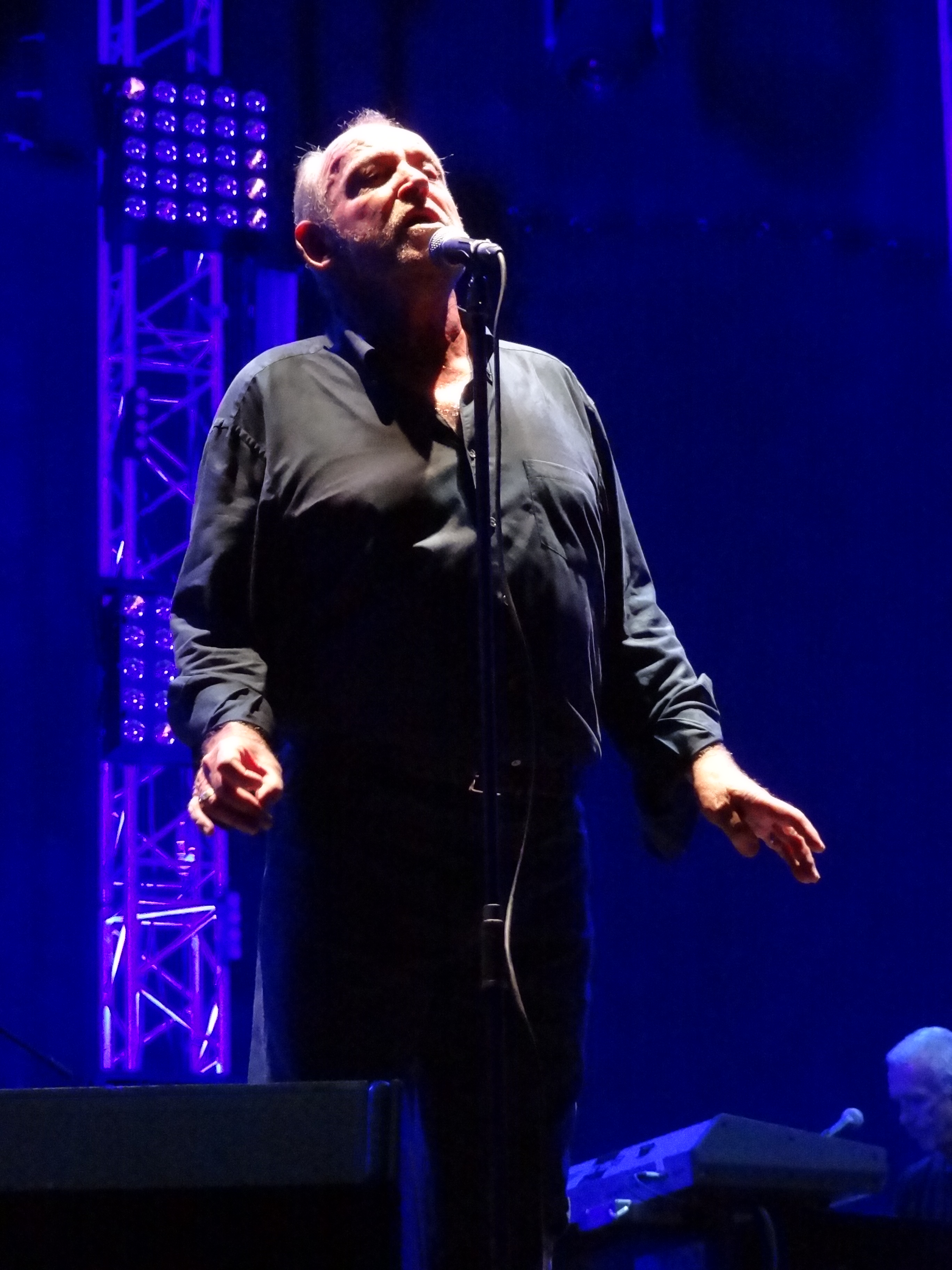
Cocker en 2011.

En abril y mayo de 2009, Cocker realizó una gira norteamericana en apoyo de su álbum Hymn for My Soul. Además, cantó la canción «Little Wing» en el álbum de Carlos Santana Guitar Heaven: The Greatest Guitar Classics of All Time, publicado en 2010. El mismo año, Cocker volvió a salir de gira como promoción de su siguiente trabajo, Hard Knocks, número uno y disco de platino en Alemania.

### Enfermedad y muerte
Durante los últimos años de su vida, Cocker padeció un cáncer de pulmón que no trascendió a la opinión pública hasta finales de 2014. El 17 de septiembre de 2014, durante un concierto en el Madison Square Garden, su amigo Billy Joel comentó que Cocker «no está muy bien en este momento» y respaldó su inclusión en el Salón de la Fama del Rock and Roll.
El 22 de diciembre de 2014, Cocker falleció a causa del cáncer en Crawford (Colorado), rodeado de su familia. En una nota de prensa, esta comunicó que el músico sería enterrado tras un funeral privado y pidió que, en lugar de flores, se realizasen donaciones a The Cocker Kids' Foundation, una fundación no lucrativa dedicada a la ayuda a jóvenes. Paul McCartney y Ringo Starr, los dos miembros de The Beatles aún vivos, se sumaron a una larga lista de tributos de compañeros de profesión como Tom Morello, Steven Tyler, Boy George, Bryan Adams, Joe Walsh y Peter Frampton.

## Premios y candidaturas
| Año  | Premio         | Categoría                                                | Trabajo nominado                               | Resultado |
| ---- | -------------- | -------------------------------------------------------- | ---------------------------------------------- | --------- |
| 1982 | Premios Grammy | Grammy a la mejor actuación pop vocal de grupo           | «Up Where We Belong» (dúo con Jennifer Warnes) | Ganador   |
| 1982 | Premios Óscar  | Óscar a la mejor canción original                        | «Up Where We Belong» (dúo con Jennifer Warnes) | Ganador   |
| 1982 | Globos de Oro  | Globo de oro a la mejor canción original                 | «Up Where We Belong» (dúo con Jennifer Warnes) | Ganador   |
| 1988 | Premios Grammy | Grammy a la mejor interpretación vocal de rock solista   | «Unchain My Heart»                             | Finalista |
| 1989 | Premios Grammy | Grammy a la mejor interpretación vocal de rock masculina | Unchain My Heart                               | Finalista |
| 1990 | Premios Grammy | Grammy a la mejor interpretación vocal de rock masculina | «When the Night Comes»                         | Finalista |
| 1991 | Premios Grammy | Grammy a la mejor interpretación vocal de rock masculina | «You Can Leave Your Hat On»                    | Finalista |
| 1993 | Brit Awards    | Mejor artista británico masculino                        |                                                | Finalista |

## Discografía
Álbumes de estudio
| - With a Little Help from My Friends (1969) - Joe Cocker! (1969) - Mad Dogs and Englishmen (1970) - Joe Cocker (1972) - I Can Stand a Little Rain (1974) - Jamaica Say You Will (1975) - Stingray (1976) - Live in L.A. (1976) - Space Captain (1976) - Luxury You Can Afford (1978) - Sheffield Steel (1982) - Civilized Man (1984) - Cocker (1986) - Unchain My Heart (1987) | - One Night of Sin (1989) - Joe Cocker Live (1990) - Night Calls (1991) - Have a Little Faith (1994) - Organic (1996) - Across from Midnight (1997) - No Ordinary World (1999) - Respect Yourself (2002) - Heart & Soul (2004) - Hymn for My Soul (2007) - Hard Knocks (2010) - Fire It Up (2012) - Fire It Up Live (2013) |